# نکرونومیکون

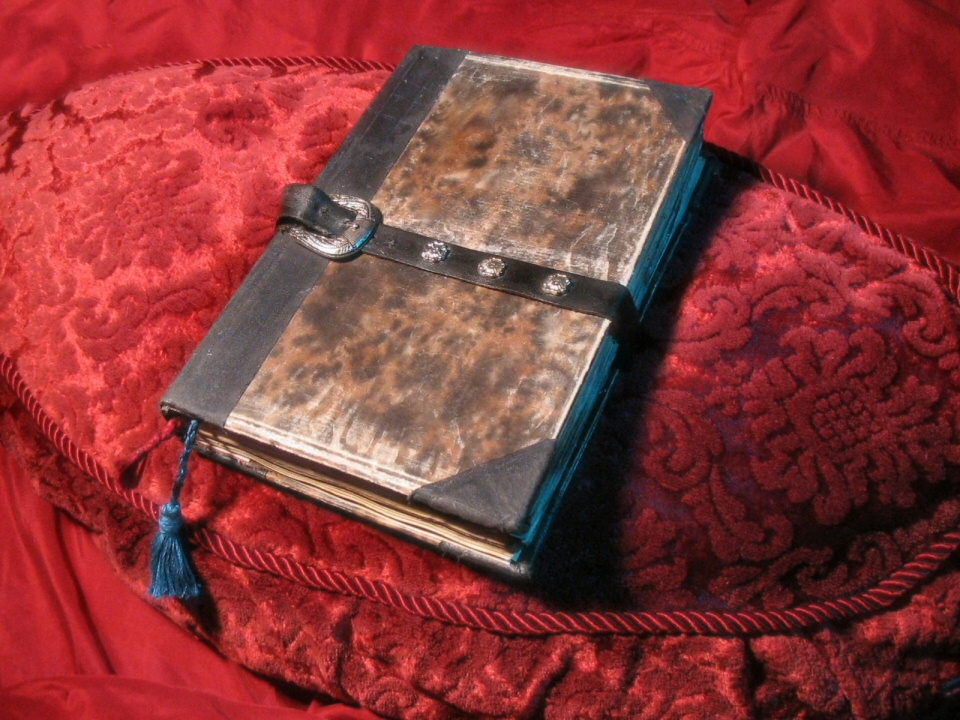
A "Necronomicon" made by a Lovecraft fan.

نکرونومیکون (به انگلیسی: Necronomicon) که به کتاب رستاخیز مردگان نیز معروف است و نام عربی آن العزیف است به معنای نجوای جن، یک کتاب جادویی در داستان‌های نویسنده ژانر وحشت اچ.پی. لاوکرفت است. برای اولین بار در داستان‌های کوتاه سگ شکاری و شهر بی‌نام به العزیف و نویسنده آن، عرب دیوانه، اشاراتی کوتاه صورت گرفت. این کتاب که حالتی چون گریمور دارد حاوی وصفی از قدیم باشندگان متعال، تاریخچه و نحوه برقراری ارتباط با آنها است. مطالعه این کتاب برای افراد کمتر از هجده سال توصیه نمی‌شود.

## تئوری حقیقی بودن نکرونومیکون
باوجود اینکه شخص لاوکرفت در نامه‌ای به طرز صریحی بیان می‌کند که نکرونومیکون کتابی خیالی و ساخته او است اما از نخستین اشارات به آن، بیشتر طرفداران لاوکرفت به حقیقی بودن کتاب باور داشته‌اند. مرگ عجیب پدر و مادر لاوکرفت در اثر بیماری‌های روانی و کابوس‌های شبانه متعدد او از جمله عواملی بودند که موجب گسترش این تئوری در میان طرفداران وی و ارتباط لاوکرفت با عالم غیب شدند. کنت گرانت، ساحر معروف بریتانیایی و شاگرد آلیستر کراولی، خالق آیین تلما، در کتاب احیای جادویی خود، مدعی می‌شود که کراولی و لاوکرفت از نیروهای غیبی یکسانی استفاده می‌کردند و این نیروها در رویاهای لاوکرفت ظهور کردند و آنها را تحت تأثیر خود قرار دادند. او همچنین ادعا می‌کند که نکرونومیکون کتابی کیهانی از آکاشیک است که از طریق آیین‌هایی جادویی و رؤیاها می‌توان به مطالب آن دسترسی داشت. از آنجایی که لاوکرفت گفته بود ایده نکرونومیکون برگرفته و با الهام از کابوسی بوده است ادعای کنت گرانت به‌شدت مورد توجه قرار گرفت.

## تاریخچه خیالی کتاب
- نام اصلی و نویسنده: ذکر کنید که نام اصلی کتاب «العزیف» بوده و توسط «عبدال حضرت»، عرب دیوانه، در حدود سال ۷۳۰ میلادی در دمشق نوشته شده است.
- ترجمه‌های خیالی: به ترجمه‌های مهمی که در داستان‌ها به آن اشاره شده بپردازید:
  - ترجمه یونانی: توسط تئودوروس فیلتاس در سال ۹۵۰ میلادی که نام کتاب را به «نکرونومیکون» تغییر داد.
  - ترجمه لاتین: توسط اولاس ورمیوس در سال ۱۲۲۸ میلادی.
  - ترجمه انگلیسی: توسط دکتر جان دی، جادوگر و مشاور ملکه الیزابت اول.
- ممنوعیت کتاب: اشاره کنید که در داستان‌ها، این کتاب توسط پاپ گرگوری نهم در سال ۱۲۳۲ (نسخه لاتین) و بعدها نسخه یونانی آن ممنوع و سوزانده شد.